# Anoplolepis custodiens
Anoplolepis custodiens é uma espécie de formiga do gênero Anoplolepis, pertencente à subfamília Formicinae.